# Intel Rapid Recovery Technology
Con il nome Intel Rapid Recovery Technology si indica una tecnologia sviluppata da Intel nel 2007 e integrata nei chipset della famiglia Bearlake e, successivamente, in quello delle piattaforme Centrino 2 e Centrino 2 vPro Montevina, conosciuto come Cantiga.
Più precisamente, tale funzionalità è integrata nel southbridge dei chipset, che in entrambi è l'ICH9.

## Principi di funzionamento
Attraverso questa funzionalità Intel consente di ottenere i vantaggi di un sistema RAID 1, pur non avendone configurato uno.
I requisiti di funzionamento sono comunque 2 dischi separati, connessi attraverso l'interfaccia SATA ma, a differenza di quanto avviene nei sistemi RAID 1 tradizionali, i dati non vengono replicati istantaneamente su entrambi i dischi, ma solo a intervalli regolari decisi dall'utente.
Se viene utilizzata per replicare il disco di sistema, la tecnologia "Rapid Recovery" provvede, in caso di malfunzionamenti, a caricare il sistema dal disco di riserva sul quale si trova il backup del proprio sistema creato in automatico in base a criteri scelti dall'utente. Tra questi criteri si possono ricordare i backup giornalieri, settimanali oppure forzati manualmente dall'utente per esempio prima di una modifica al sistema operativo. Una volta eseguito il riavvio dal disco di riserva, è poi possibile cancellare il disco primario e ricrearlo partendo proprio dalla copia di backup.
Ovviamente un approccio come quello fornito dalla tecnologia "Rapid Recovery" comporta sia vantaggi che svantaggi rispetto al tradizionale RAID 1, e tocca ad ogni singolo utente la scelta di quale metodo sia più adatto alle proprie esigenze, tanto più che i chipset in questione supportano comunque il tradizionale metodo RAID.

### Vantaggi
Anche sfruttando una tecnologia del genere si ottiene una certa sicurezza dei dati contenuti sul disco, sebbene ovviamente non paragonabile a quella di un sistema RAID 1. In caso di malfunzionamenti del sistema operativo o di guasto hardware, è comunque possibile rimettere in piedi il sistema in pochi minuti; in più a differenza della modalità RAID 1 che richiede la presenza di 2 dischi identici, pena lo spreco dello spazio aggiuntivo sul disco più capiente, con la tecnologia 
"Rapid Recovery" è possibile avere un disco di sistema di dimensioni ad esempio pari a quelle di una partizione di un disco secondario più capiente, che serve come copia di riserva. Da un altro punto di vista, si può osservare come, in generale, mentre un sistema RAID 1 replica necessariamente tutto il contenuto di un intero disco, attraverso la "Rapid Recovery" è possibile eseguire la copia di riserva di una sola partizione, per esempio solo quella che contiene i documenti e i files personali, tralasciando quella del sistema operativo, meno vitale in termini di importanza.

### Svantaggi
Tra gli svantaggi che si possono riscontrare nell'utilizzo della tecnologia "Rapid Recovery" al posto di un tradizionale RAID 1 si può citare la necessità da parte dell'utente di avere sempre in mente quale sia la data dell'ultimo aggiornamento della copia di riserva, per evitare di perdere dati di cui non è ancora stato eseguito il backup, e le inferiori prestazioni, sebbene di poco e solo in lettura, che un sistema basato sulla nuova tecnologia è in grado di offrire rispetto ad un sistema su RAID 1.

## "Rapid Recovery" anche sui portatili
Intel ha integrato questa tecnologia anche nel chipset Cantiga alla base delle piattaforme mobile Centrino 2 e Centrino 2 vPro Montevina, arrivate a metà 2008. Sebbene il numero di sistemi portatili dotati di 2 hard disk sia esiguo, nell'ambito dei cosiddetti "desktop replacement" alcuni produttori potrebbero trovare in questa tecnologia una spinta per l'integrazione di più di un 1 disco rigido.